# شاكر بريخان
شاكر بريخان (1926- 2007 م) ملحن وممثل وكاتب ومخرج سوري. شارك في مسرحيات ضيعة تشرين، وغربة، وكاسك يا وطن، وشقائق النعمان.

## سيرته
ولد في حلب عام 1926. بدأ عمله في الفن وهو لم يزل على مقاعد الدراسة. بدأ عمله في مجال الفن هاوياً ثم عمل معداً ومخرجاً في إذاعة حلب. ومنها انتقل إلى دمشق ليتابع عمله في كل المجالات الفنية من مسرح وإذاعة وتلفزيون وتلحين بالإضافة إلى كتابة الشعر الغنائي والإخراج أيضاً. عين نائباً لرئيس دائرة الموسيقا في التلفزيون وهنا تكرس اهتمامه بالتلحين وكان من أول الأعمال التي قدمها اسكتش «عقد اللولو» الذي شارك فيه دريد لحام ونهاد قلعي وفهد بلان.

شاكر بريخان مع الموسيقار المصري محمد الموجي

## أغنياته
كان له باع طويل في تلحين الأغنية الوطنية حيث قدم مئات الاغاني الجميلة التي كتب كلماتها ولحنها وغناها كبار المطربات والمطربين السوريين. وكانت أولى الأغنيات الوطنية التي كتبها ولحنها بمناسبة ثورة الثامن من آذار بعنوان: «حمداً لله على النصر». وغنتها المطربة سحر. وفي زمن تعاظم دور العمل الفدائي في الأراضي المحتلة قدم شاكر بريخان أغنية «الفدائية» التي غناها مصطفى نصري وكان مطلعها «يا يما لا تبكي عليَّ.. أنا رايح افدي الحرية». كما لحن أيضاً ثلاث أغنيات للفنان رفيق سبيعي التي غناها بشخصية أبو صياح:
- الأولى أغنية «قولو الله قولوا الله/ الله مع ها الثورة الله».
- والثانية «العبوا علينا»، انتقد فيها الإقطاع والرأسمالية واستغلالهما للشعب.
- أغنية «بترول العرب للعرب»، التي لاقت رواجاً كبيراً والتي غنتها المجموعة.

من أغنياته الراسخة أغنية «ياولد لفلك شال» لأبو صياح من كلماته وألحان مصطفى نصري، وأغنية عطشان يا صبايا وأغنية «رصوا الصفوف ملايين وألوف» التي غنتها مها الجابري.
أما في ذكرى الحركة التصحيحية فلقد كانت له عدة أغنيات عصية على النسيان منها أغنية «زادك الله» التي غناها مصطفى نصري. 
ونشيد صرخة تشرين الذي لحنه حسين نازك وغناه صباح فخري، كما كتب ولحن أغنية «نحن النسور» بعد حرب تشرين التحريرية الذي أصبح فيما بعد نشيداً للكلية الجوية.

شاكر بريخان مع الممثلين عبد الرحمن آل رشي ومحمد العقاد وفي الوسط المخرج رياض ديار بكرلي

## أعماله
كتب أول تمثيلية وأخرجها عام 1956 في إذاعة حلب، بالإضافة إلى برنامج سياسي كان من تقديمه وإعداده. 
اشترك مع أسرة تشرين منذ عام 1972 وقدم معها أربع مسرحيات هي ضيعة تشرين وغربة وكاسك يا وطن وشقائق النعمان.
أما أول مسرحية مرئية قدمها فكانت مسرحية «نهاية سكير» وهي اجتماعية من تأليف محمد محسن تصور الحياة الاجتماعية في سورية.

## تكريمه
رثاه عدد من كبار الفنانين مثل ياسر العظمة وأمين الخياط.

قال عنه ياسر العظمة: 
وقال عنه أمين الخياط:

## روابط خارجية
- شاكر بريخان على موقع قاعدة بيانات الأفلام العربية